# 大斑平腹脂鯉
大斑平腹脂鯉，為輻鰭魚綱脂鯉目脂鯉亞目脂鯉科的其中一個種。分布於南美洲蓋亞那埃塞奎博河流域，體長可達3.7公分，棲息在底中層水域，生活習性不明。